# Biserica Coborârea Sfântului Duh din Adjudeni
Biserica Coborârea Sfântului Duh este localizată în localitatea Adjudeni, comuna Tămășeni, Neamț, la 10 km nord-est de orașul Roman.
Biserica este construită în stil neogotic, pe locul unei foste biserici de piatră, fiind una dintre cele mai mari biserici din țară (lungime de 68,3 m, o lățime de 32 m și o înălțime a navei centrale de 21,5 m).

## Descriere
Centrul Parohial Adjudeni s-a înființat între anii 1762-1776. De atunci și până în prezent, aici au fost construite mai multe biserici. Prima biserică de lemn a fost construită în anul 1776, iar a doua biserică din lemn a fost construită în anul 1810 și a înlocuit-o pe cea veche. În cursul anului 1875 s-a construit prima biserică din zid al cărei ctitor a fost Alfons Manfredi. Acestă biserică a fost modificată, lărgită și refăcută între anii 1927-1928.
Biserica din zid a existat până în anii 1972-1974, când în jurul ei s-a construit o biserică nouă, monumentală, finalizată în anul 1986. Lucrările de construcție au fost începute la inițiativa preotului Gheorghe Apostol și au continuat prin intermediul parohului Dumitru Adămuț, decedat în anul 1982. Biserica, care a primit hramul „Coborârea Sfântului Duh”, are o lungime de 68,3 m, o lățime de 32 m și o înălțime a navei centrale de 21,5m.

### Orga
Orga clasică instalată în biserica parohială din Adjudeni este veche, fiind restaurată în fabrica de orgi a maestrului italian Saverio Anselmo Tamburini. Orga a fost realizată prin asamblarea într-un singur corp a două orgi construite în prima jumătate a secolului trecut. Este vorba de orga cu tuburi din bazilica „San Vitale” din Roma care a fost construită în anul 1937 de frații Schimicci din Sicilia și de orga cu tuburi din vechea biserică parohială din Adjudeni construită în anul 1903 de frații Rieger din Austria. Prin restaurarea componentelor acestor două orgi și prin adăugarea altora noi a rezultat actuala orgă din Adjudeni care are circa 1.700 de fluiere, 42 de registre funcționale cu posibilitate de îmbogățire, consolă nouă cu trei manuale și pedalier, tractură electronică. Orga are și o fațadă nouă în stil neo-gotic care completează arhitectura interioară a bisericii.

## Galerie

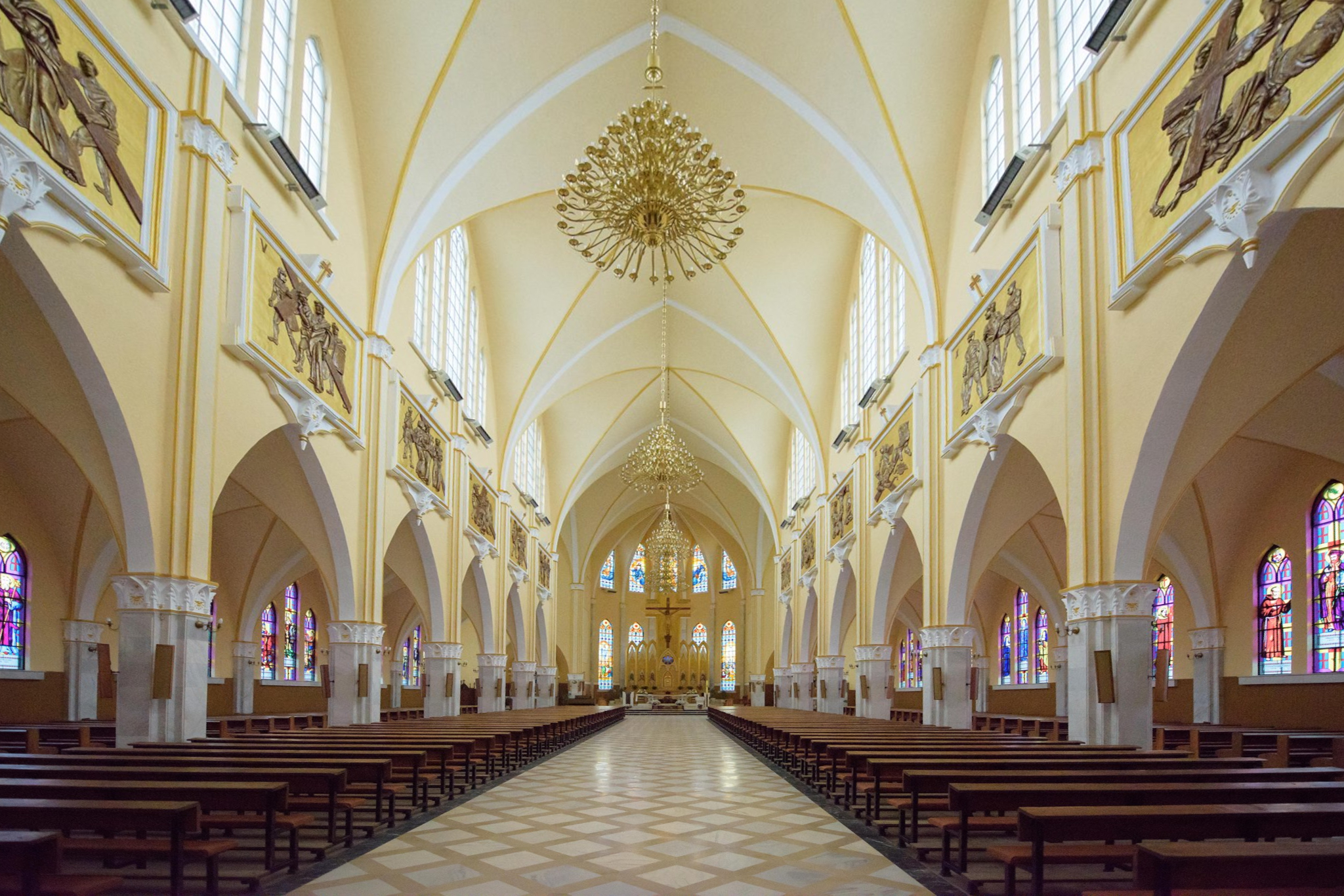
Arhitectura interioară
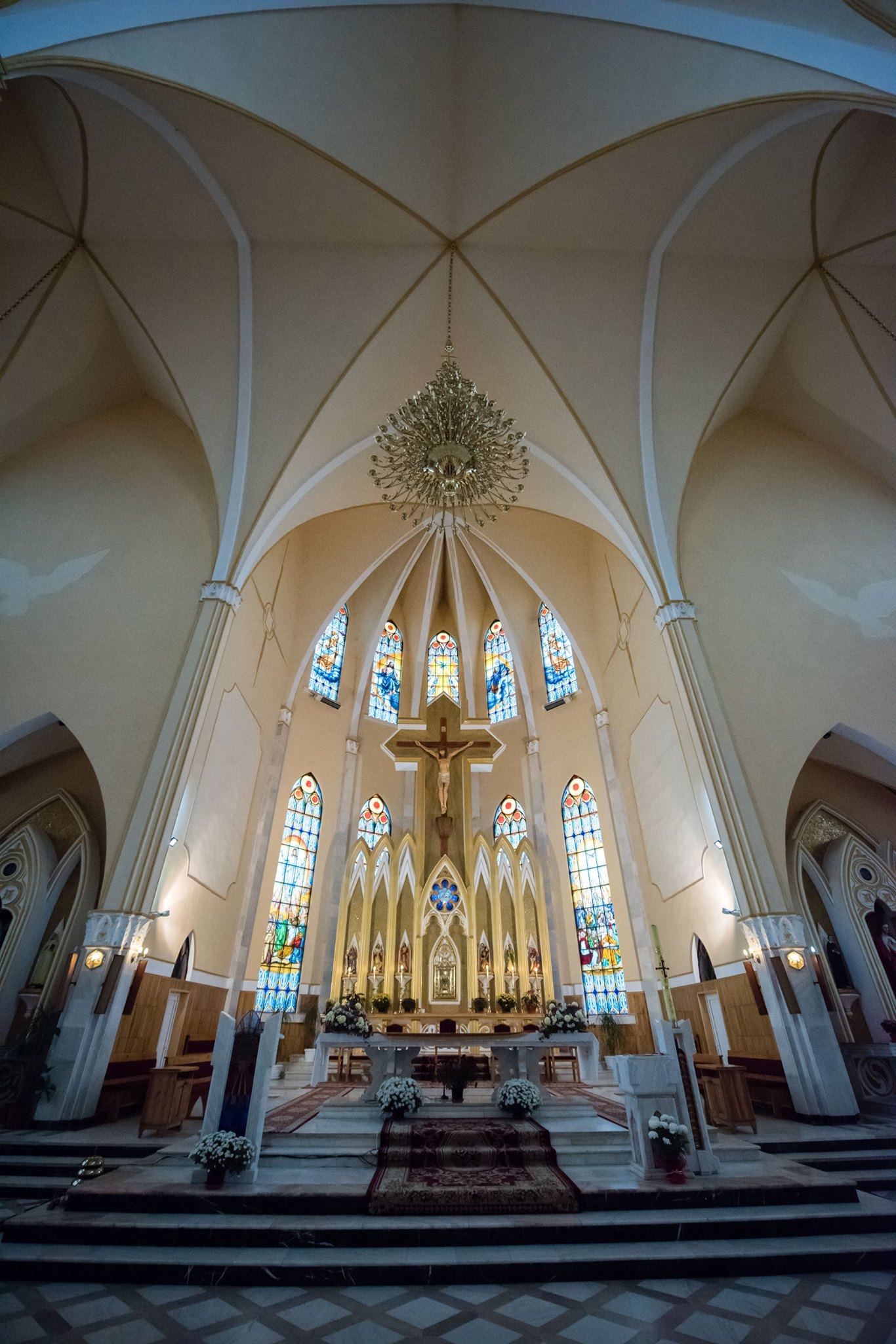
Altarul
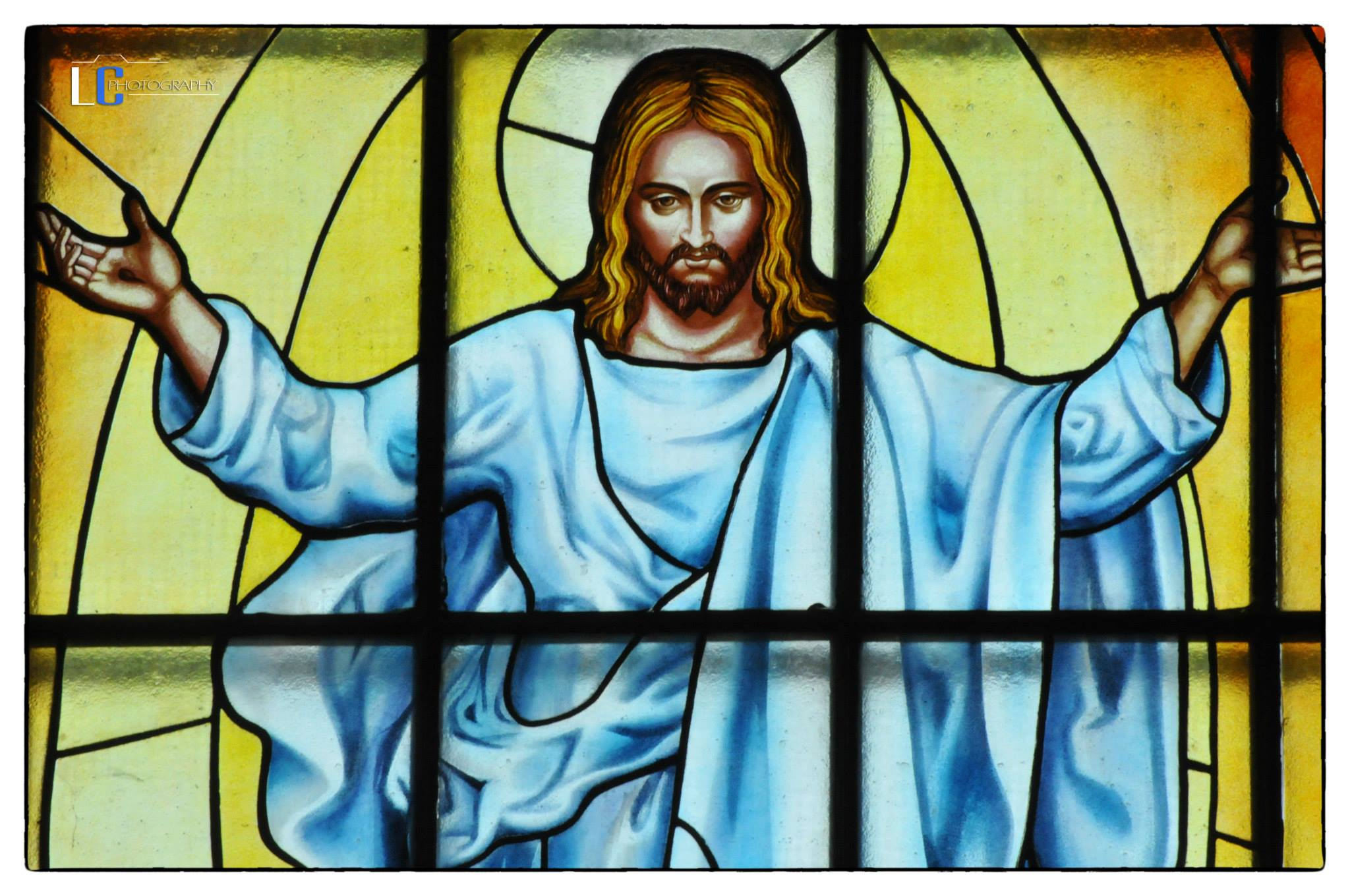
Vitraliile